# Al'bert Oguzov
Al'bert Ruslanovič Oguzov (in russo Альберт Русланович Огузов?; 28 settembre 1991) è un judoka russo.

## Palmarès
- Universiadi

Gwangju 2015: bronzo nei -60kg;
Taipei 2017: bronzo nei -60kg.
- Campionati europei under 23:

Samokov 2013: argento nei -60kg.

### Vittorie nel circuito IJF
| Data          | Località | Paese  | Categoria |
| ------------- | -------- | ------ | --------- |
| 6 aprile 2018 | Antalya  | Russia | Gran Prix |